# Nina i neuronki
Nina i Neuronki – szkocki program dla dzieci o tematyce popularnonaukowej. Był emitowany w latach 2007–2015. W polskiej wersji językowej dostępny jest dopiero od czwartej serii. Wszystkie zawierają 25 odcinków, z wyjątkiem trzeciej, dziewiątej, dziesiątej i jedenastej. Od tej serii wszystkie sezony mają swoje tytuły:
- trzecia seria, Go eco!
- czwarta seria, Go inventing, po polsku Świat odkrywców!
- piąta seria, In the lab, tytuł ten nie został przetłumaczony na język polski
- szósta seria Briliant bodies, po polsku Cudne ciało
- siódma seria Go enginering, po polsku Świat techniki
- ósma seria Earth Explorers po polsku Odkrywcy Ziemi
- dziewiąta seria Get Sporty po polsku Świat Sportu
- dziesiąta seria Go Digital po polsku Cyfrowy Świat
- jedenasta seria Get Building po polsku Budujemy!

## Bohaterowie
Ludzie:
- Nina (Katrina Bryan) – sympatyczna pani naukowiec, która odpowiada na pytania dzieci.
- Gabi – w 1. i 2. serii pomaga Ninie w eksperymentach.
- Mali odkrywcy/technicy/badacze – dzieci pytające Ninę o różne rzeczy. W polskim tłumaczeniu nazywają się odkrywcami (serie 4-6), technikami (seria 7) i badaczami (seria 9).

### Neurony
- Felix (James Dreyfus i Lewis MacLeod) – zielony Neuronek. Jest odpowiedzialny za dotyk. Często ostrzega przed nożyczkami, klejem, nożem, czy gorącymi przedmiotami.
- Bella (Kelly Harrison) – różowy Neuronek. Odpowiada za zmysł słuchu. Czasami nieco samolubna, niemiła i chciwa. Szydzi z Pączusia.
- Luke (Patrice Naiambana) – żółty Neuronek. Zajmuje się zmysłem wzroku. Jest liderem paczki Neuronków. Zawsze wyluzowany.
- Ollie (Siobhan Redmond) – fioletowy Neuronek. Jej specjalność to powonienie. Pączuś jest jej młodszym bratem. Ollie czasem bywa zabawna. Odpowiada za zmysł węchu. Jest starszą siostrą Pączusia.
- Pączuś (Sharon Small) – niebieski Neuronek. Jest młodszym bratem Ollie. Często wybierany razem z nią. Jest odpowiedzialny za smak.

## Wersja polska

### Seria czwarta
Wersja polska: Eurocom Studio
Udział wzięli:
- Katarzyna Pilipajć – Nina
- Joanna Pach – Bella
- Janusz Zadura – Felix
- Grzegorz Drojewski – Luke
- Małgorzata Szymańska – Pączuś

i inni
Piosenkę tytułową śpiewał: Grzegorz Drojewski

### Serie piąta i szósta
Wersja polska: Eurocom Studio
Dialogi: Anna Łubiarz
Dźwięk i montaż: Jakub Jęczmionka
Udział wzięli:
- Katarzyna Pilipajć – Nina, Bella
- Dariusz Błażejewski – Felix, Luke
- Joanna Domańska – Ollie, Pączuś

i inni
Piosenkę tytułową śpiewał: Grzegorz Drojewski

### Serie 7-11
Wystąpili:
- Aleksandra Lis – Nina, Ollie
- Piotr Łukawski – Felix
- Mateusz Mielewczyk – Luke

i inni
Tłumaczenie i dialogi:
- Dariusz Kosmowski
- Aleksandra Lis

Dźwięk i montaż: Marcin Kalinowski, Karolina Kinder i Paweł Żwan
Kierownictwo produkcji: Paweł Żwan
Opracowanie i realizacja wersji polskiej: STUDIO TERCJA GDAŃSK dla HIPPEIS MEDIA

## Odcinki

### Seria 1
1. Stars (Gdzie gwiazdy chowają się dniem?)
2. Do we all smell different (Czy wszystko pachnie inaczej?)
3. Amazing Maze (Za pomocą którego zmysłu najłatwiej można pokonać labirynt?)
4. Trumpet (W jaki sposób dostatecznie ucisza się trąbki?)
5. Snowballs (Dlaczego śnieg jest miękki, skoro śnieżki są twarde?)
6. Eyebrows (Po co ludzie mają brwi?)
7. All bunged up
8. What’s cook? (Czemu gotujemy jedzenie?)
9. Nina Needs a Wee (Kiedy należy chodzić do toalety?)
10. Spy kit (Jak kogoś dyskretnie podsłuchiwać?)
11. Granny’s Glasses (Po co babcia ma okulary?)
12. Where’s bad smell? (Jak dotrzeć do źródła zapachu?)
13. Wakey wakey (Jak wzmocnić dźwięk budzika?)
14. Why is my tongue wet? (Dlaczego języki są mokre?)
15. Shadows (Skąd się biorą cienie?)
16. Birthday suprise (Jak mogę dowiedzieć się, co jest w prezencie bez otwierania go?)
17. Different tastes (Dlaczego nie każdy lubi jeść to samo?)
18. Monster hunt (Jak złapać potwora z jeziora Loch Ness?)
19. Making music (Jak można stworzyć własną muzykę?)
20. Distance (Dlaczego rzeczy z daleka są małe, a z bliska większe?)
21. Stay cool (Jak zatrzymać bałwana przed topnieniem?)
22. Too much salt (Dlaczego zupa wujka Bobby’ego jest zbyt słona?)
23. Bud needs help (Jaki zmysł nadaje się przekąsek?)
24. Echoes (Gdzie jest echo?)
25. Colours (Ile jest kolorów?)

### Seria 2[1]
26. Hide and seek (Jak znaleźć świetną kryjówkę?)
27. Getting Goosebumps (Czym jest gęsia skórka?)
28. Nina’s cake bake
29. I can see a rainbow
30. Terrific Teeth
31. Touching clouds (Czy da się dotknąć chmury?)
32. Smelly feet (Dlaczego stopy śmierdzą?)
33. In a spin
34. Bubble trouble
35. Fun in the sun
36. Tummy rumbles (Skąd się bierze burczenie w brzuchu?)
37. Finding flovers (Gdzie są kwiaty?)
38. Lovely lollies
39. Brilliant bones
40. Rumbling thunder
41. Nina gets nosey
42. What a fright
43. Let’s hear it for ears (Jakie są uszy?)
44. Making waves
45. Splish splash
46. Baby talk
47. Funny honey
48. Digging dogs (Dlaczego psy kopią dołki?)
49. When the wind blows (Dlaczego wiatr jest głośny?)
50. Tremendous toes

### Go eco!
51. Branching out (Do czego służą drzewa?)
52. Food, Glorious Food (Po co jemy?)
53. Keeping cosy (Jak utrzymać ciepło w namiocie?)
54. Super slimy slugs (Dlaczego w ogrodzie znalezione zostały ślimaki?)
55. Mouldy food (Jak powstrzymać chleb przed pleśnią?)
56. Something fishy (Po co ryby mają łuski?)
57. Recycling (Gdzie trafiają śmieci po wywiezieniu?)
58. Flying high (Dlaczego ludzie nie potrafią latać?)
59. Monkey business (Czemu małpy jedzą banany?)
60. Every drop counts (Dlaczego przy myciu zębów należy zakręcać kran?)

### Świat Odkrywców!
61. Bouncy beds (Co sprawia, że łóżko jest sprężyste?)
62. Pen and paper (Jak działa długopis?)
63. Loud and clear (Jak działają głośniki?)
64. In the box (Jak działa telewizja?)
65. Mirror mirror (W jaki sposób działa lustro?)
66. Wheels (Dlaczego rower jeździ?)
67. Clean it up (W jaki sposób odkurzacz zbiera kurz i śmieci z podłogi?)
68. Lift off (Jak działa winda?)
69. Round and round (Dlaczego pralka pod koniec prania robi tyle hałasu?)
70. Get wet (Jak działa pistolet na wodę?)
71. Sliding doors (Skąd automatyczne drzwi wiedzą kiedy się otwierać?)
72. Handy handles (Jak działa klamka?)
73. Cooking with waves (Jak działa kuchenka mikrofalowa?)
74. Time for cogs (Jak działa zegar?)
75. Hot and cold (Jak działa termos?)
76. Buckle up (Jak działają pasy bezpieczeństwa?)
77. Dirty dishes (Jak działa zmywarka?)
78. Top taps (Jak działa kran?)
79. Keys (Jak klucz otwiera zamek?)
80. Eyes in the dark (Jak świecą małe światełka na drodze?
81. Near and far (W jaki sposób lornetka przybliża przedmioty?)
82. Hubble bubble (Jak działa czajnik?)
83. In a flush (Jak działa spłuczka?)
84. Extraordinary X-rays (Jak aparat rentgenowski robi zdjęcia?)
85. Swish swish (Jak działają wycieraczki w samochodzie?)

### In the lab!
86. Melty chocolate (Dlaczego czekolada topi się w dłoni?)
87. Sleepy dust (Skąd się biorą poranne okruchy w oczach?)
88. Rattling pan (Dlaczego pokrywka stuka na garnkach?)
89. Burnt toast (Czemu spalony tost jest czarny?)
90. Sugar and teeth (Jak cukier psuje zęby?)
91. Super sand (Skąd się bierze piasek na plaży?)
92. Ferocious fire (Czym jest ogień?)
93. Soap suds (Czemu myjemy się mydłem?)
94. Boats float (Jak łódź pływa?)
95. Grass stains (Jak powstają plamy z trawy?)
96. Salty sea (Czemu morze jest słone?)
97. Wobbly jelly (Czemu galaretka się chwieje?)
98. Steamy mirrors (Dlaczego po kąpieli lustro paruje?)
99. Fragrant flowers (Czemu kwiaty pachną?)
100. Noisy foods (Czemu niektóre pokarmy chrupią?)
101. Popcorn pops (Dlaczego popcorn strzela?)
102. Sniffing Smells (Jak zapachy docierają do nosa?)
103. Mighty metal (Czym jest metal?)
104. Sticky jam (Dlaczego dżem klei się do rąk?)
105. Bubbles burst (Dlaczego bąbelki pękają?)
106. Onions makes us cry (Czemu płaczemy przez cebulę?)
107. Wrinkly fingers (Dlaczego palce są pomarszczone po kąpieli?)
108. Glow stars (Czemu niektóre naklejki świecą w ciemnościach?)
109. Wet paint (Dlaczego farby długo schną?)
110. Marvellous milk (Po co pijemy mleko?)

### Cudne ciało!
111. Heart (Dlaczego serce bije?)
112. Handy hands (Jak działają ręce?)
113. Sneeze (Dlaczego kichamy?)
114. Two ears (Dlaczego mamy dwoje uszu?)
115. Blood (Po co nam krew?)
116. Brain (Do czego służy mózg?)
117. Wrinkly face (Czemu dziadek ma zmarszczki na twarzy?)
118. Earwax (Po co nam woskowina?)
119. Exercise (Dlaczego należy ćwiczyć?)
120. Tickly feet (Skąd się biorą łaskotki na stopach?)
121. Sneeze (Czemu kichanie jest zaraźliwe?)
122. Digestion (Dokąd trafia jedzenie gdy jemy?)
123. Sleep (Po co śpimy?)
124. Eyelashes (Do czego służą rzęsy?)
125. Bellybuttons (Do czego jest pępek?)
126. Scabs (Po co nam strupki?)
127. Eyes see (W jaki sposób oczy widzą?)
128. Burp (Czemu bekamy po gazowanych napojach?)
129. Spine (Dlaczego plecy są nierówne?)
130. Breathe (Jak oddychamy?)
131. Skin (Do czego służy skóra?)
132. Balance (Jak utrzymujemy równowagę?)
133. Memory (Dlaczego zapamiętujemy tyle rzeczy?)
134. Broken bones (Jak zrastają się złamane kości?)
135. Fingertips feel (W jaki sposób palce czują?)

### Świat techniki!
136. Aeroplanes (Jak samoloty latają?)
137. Glass (Jak wzmacnia się szkło?)
138. Electricity (Skąd się bierze prąd?)
139. Bin Lorry (Jak działa śmieciarka?)
140. Hovercraft (Czy istnieje maszyna, która porusza się po lądzie i po wodzie?)
141. Robots (Jak działają roboty?)
142. Cranes (Jak dźwigi podnoszą ciężary?)
143. Hot air balloons (Jak latają balony?)
144. Ships (Jak buduje się statki?)
145. Roads (W jaki sposób robi się drogi?)
146. Tunnels (Jak buduje się tunele?)
147. Cereal (Jak robi się płatki śniadaniowe?)
148. Cable cars (Jak działa kolejka linowa?)
149. Steam pump (Jak działa pompa parowa?)
150. DVDs (Jak działa DVD?)
151. Diving (W jaki sposób nurkowie oddychają pod wodą?)
152. Luggage (Jak bagaż trafia do odpowiedniego samolotu?)
153. Biscuits (Dlaczego ciastka w paczce są takie same?)
154. Cars (Co sprawia, że samochód skręca?)
155. Computers (Jak działa komputer?)
156. Tall buildings (Dlaczego wieżowce się nie przewracają?)
157. Canal locks (Jak statki pokonują wzniesienia?)
158. Sticky fabric (Jak łączy się przedmioty?)
159. Brigdes (Jak buduje się mosty?)
160. Mobile phones

### Odkrywcy Ziemi!
161. Space Rockets (Jak działają rakiety?)
162. Grand Canyon
163. Sand Dunes (Jak powstają wydmy?)
164. Living in Space (Życie w kosmosie)
165. Mountains (Jak Powstają Góry)
166. Volcanoes (Co to jest wulkan?)
167. Giant’s Causeway (Grobla Olbrzyma)
168. Solar System (Układ Słoneczny)
169. Rivers (Jak powstają rzeki?)
170. Exploring Space
171. Cliffs
172. Night and Day (Dzień i Noc)
173. Dinosaurs (Dinozaury)
174. Living on Earth (Życie na Ziemi)
175. Stripy Rocks
176. Geysers (Gejzery)
177. Loch Ness
178. Moon Shape (Kształt księżyca)
179. Caves (Jaskinie)
180. Shooting Stars
181. Coal (Węgiel)
182. Earth is Round (Ziemia jest okrągła)
183. Deserts (Pustynie)
184. Gravity (Jak działa grawitacja?)
185. Waterfalls (Wodospady)

### Świat sportu!
186. Cycling (Jazda na rowerze)
187. Curling
188. Football (Piłka nożna)
189. Trampolining
190. Climbing (Wspinaczka)
191. Rugby
192. Marathon
193. Sprinting
194. Swimming (Pływanie)
195. Long Jump (Skok w dal)
196. Snooker
197. Gymnastics (Gimnastyka)
198. Diving (Nurkowanie)
199. Cricket
200. Basketball (Koszykówka)

### Cyfrowy świat!
201. Coding (Kodowanie)
202. Internet
203. Driverless Cars (Samochody)
204. 3D Printing (Drukarka 3D)
205. Animation (Animacja)

### Budujemy!
206. Triangles (Trójkąty)
207. Pointy Roofs
208. Piers
209. Nests (Gniazda)
210. Houses (Domy)
211. Windmills (Wiatraki)
212. Beaver Dams
213. Skyscrapers (Wieżowce)
214. Bridges (Mosty)
215. Demolition (Rozbiórka)
216. Fating Houses (Pływające domy)
217. Rollercoasters
218. Arches (Łuki)
219. Lighthouses (Latarnie)
220. Living Underwater (Życie podwodne)
221. Living Underground
222. Igloos (Igla)
223. Spiders’ Webs (Sieć pająków)
224. Domes
225. Amphitheatres (Amfiteatry)
W jednym z odcinków odwiedzany jest dom do góry nogami w Polsce, w Szymbarku.

## Emisja
Program emitowany jest na kanale BBC CBeebies.

## Plan wydarzeń w odcinku
Odcinki w seriach 1-3 miały nieco inny przebieg, niż nowsze odcinki.

### Przebieg odcinka w seriach 1-3
1. Nina pokazuje publiczności jakiś eksperyment, który trochę związany jest z tematyką pytania.
2. Nina rozmawia z dzieckiem, które zadaje pytanie.
3. Nina wzywa Neuronki i wybiera najpotrzebniejszego.
4. Nina ubiera się i jedzie samochodem na spotkanie z dziećmi.
5. Poznajemy małych odkrywców.
6. Wszyscy przeprowadzają eksperymenty, a następnie Nina tłumaczy dzieciom odpowiedź.
7. Nina i Neuronki śpiewają piosenkę, a potem wspominają przygodę.

### Przebieg odcinka od 4. serii
1. Nina mówi, co robi.
2. Nina rozmawia z dziećmi, które zadają pytanie.
3. Nina wzywa Neuronki i wybiera najpotrzebniejszego.
4. Poznajemy małych odkrywców.
5. W laboratorium przeprowadzają eksperymenty.
6. Nina zabiera wszystkich na wycieczkę, która jest powiązana z pytaniem.
7. Wracają do pracowni Niny i przeprowadzają ostatni eksperyment. Czasami wycieczka zostaje przedłużona o czas ostatniego eksperymentu.
8. Nina tłumaczy dzieciom odpowiedź.
9. Nina i Neuronki śpiewają piosenkę, a potem wspominają dzień.